# Naisten SM-sarja 1995/96
Die Saison 1995/96 war die 14. Austragung der höchsten finnischen Fraueneishockeyliga, der Naisten SM-sarja. Die Ligadurchführung erfolgte durch den finnischen Eishockeybund Suomen Jääkiekkoliitto. Den Meistertitel sicherte sich zum dritten Mal in Folge die Shakers Kerava. Beide Teilnehmer der Relegation, Kiekko-Karhut und TPS, schafften den Ligaerhalt.

## Modus
Zunächst wurde mit den acht teilnehmenden Mannschaften eine Vorrunde mit Hin- und Rückspiel ausgetragen. Anschließend folgte die Hauptrunde der sechs besten Mannschaften als Einfachrunde. Für einen Sieg gab es 2 Punkte, für ein Unentschieden einen.
Die ersten vier Mannschaften der Hauptrunde qualifizierten sich für das Play-off-Halbfinale.

## Vorrunde
| Platz | Name                   | Spiele | S  | U | N  | Tore  | Punkte |
| ----- | ---------------------- | ------ | -- | - | -- | ----- | ------ |
| 1.    | Shakers Kerava         | 14     | 12 | 1 | 1  | 76:18 | 25     |
| 2.    | KalPa                  | 14     | 10 | 3 | 1  | 59:24 | 23     |
| 3.    | Kärpät Oulu            | 14     | 10 | 0 | 4  | 59:17 | 20     |
| 4.    | Ilves Tampere          | 14     | 8  | 1 | 5  | 61:40 | 17     |
| 5.    | Kiekko-Espoo           | 14     | 6  | 1 | 7  | 51:43 | 13     |
| 6.    | JyP HT                 | 14     | 2  | 2 | 10 | 27:73 | 6      |
| 7.    | Joensuun Kiekko-Karhut | 14     | 1  | 2 | 11 | 14:70 | 4      |
| 8.    | TPS Turku              | 14     | 2  | 0 | 12 | 26:88 | 4      |

## Hauptrunde

### Tabelle
(kumulierte Tabelle aus Vor- und Hauptrunde)
| Platz | Name            | Spiele | S  | U | N  | Punkte  | Tore |
| ----- | --------------- | ------ | -- | - | -- | ------- | ---- |
| 1.    | Keravan Shakers | 24     | 18 | 2 | 4  | 115:042 | 38   |
| 2.    | KalPa           | 24     | 17 | 4 | 3  | 096:042 | 38   |
| 3.    | Kärpät Oulu     | 24     | 17 | 0 | 7  | 098:033 | 34   |
| 4.    | Kiekko-Espoo    | 24     | 12 | 1 | 11 | 091:070 | 25   |
| 5.    | Ilves           | 24     | 11 | 1 | 12 | 097:076 | 23   |
| 6.    | JyP HT          | 24     | 2  | 2 | 20 | 032:148 | 6    |

### Beste Scorerinnen
Quelle: eliteprospects.com; Abkürzungen: Sp = Spiele, T = Tore, V = Assists, Pkt = Punkte, SM = Strafminuten; Fett: Bestwert
| Spieler             | Mannschaft   | Sp | T  | V  | Pkt | SM |
| ------------------- | ------------ | -- | -- | -- | --- | -- |
| Petra Vaarakallio   | Kiekko-Espoo | 23 | 24 | 24 | 48  | 14 |
| Sanna Kanerva       | Shakers      | 24 | 21 | 19 | 40  | 16 |
| Karoliina Rantamäki | Kiekko-Espoo | 24 | 19 | 15 | 34  | 2  |
| Tiina Paananen      | KalPa        | 24 | 19 | 15 | 34  | 10 |
| Sari Fisk           | Ilves        | 24 | 17 | 17 | 34  | 10 |
| Susanne Ceder       | Shakers      | 24 | 17 | 15 | 32  | 8  |
| Marianne Ihalainen  | Ilves        | 24 | 13 | 19 | 32  | 14 |
| Anne Haanpää        | Shakers      | 24 | 14 | 16 | 30  | 28 |
| Kirsi Hänninen      | KalPa        | 23 | 9  | 21 | 30  | 66 |
| Sanna Lankosaari    | Kärpät       | 22 | 23 | 6  | 29  | 20 |
| Kati Kovalainen     | KalPa        | 24 | 17 | 12 | 29  | 6  |
| Johanna Ikonen      | Shakers      | 22 | 14 | 15 | 29  | 24 |

## Play-offs

### Halbfinale
Die Halbfinalpaarungen sind nicht bekannt. Das Finale erreichten die Keravan Shakers und Kärpät Oulu.

### Spiel um Platz 3
- Kalpa - Kiekko-Espoo

### Finale
Die Finalspiele wurden von den Keravan Shakers gewonnen.
- Keravan Shakers - Kärpät Oulu

### Kader des Finnischen Meisters
| Finnischer Meister Keravan Shakers | Torhüter: Kati Ahonen, Liisa-Maria Sneck Verteidiger: Anne Haanpää, Päivi Halonen, Johanna Ikonen, Tarja Lång, Anna Lindh Stürmer: Susanne Ceder, Auli Harinen, Marie Jordan, Sirpa Junes, Sanna Kanerva, Sari Keisa, Katja Lavonius, Marianne Mattila, Jonna Norppa-Rahkola, Niina Oksman, Susan Reima, Heli Romu |

### Beste Scorerinnen
Quelle: eliteprospects.com; Abkürzungen: Sp = Spiele, T = Tore, V = Assists, Pkt = Punkte, SM = Strafminuten; Fett: Bestwert
| Spieler              | Mannschaft | Sp | T | V | Pkt | SM |
| -------------------- | ---------- | -- | - | - | --- | -- |
| Anna-Liisa Pälvilä   | Kärpät     | 7  | 8 | 1 | 9   | 2  |
| Katja Riipi          | Kärpät     | 7  | 3 | 5 | 8   | 4  |
| Jonna Norppa-Rahkola | Shakers    | 7  | 5 | 2 | 7   | 4  |
| Sanna Kanerva        | Shakers    | 7  | 4 | 3 | 7   | 4  |
| Tiina Paananen       | KalPa      | 3  | 2 | 5 | 7   | 4  |
| Susanne Ceder        | Shakers    | 6  | 1 | 6 | 7   | 0  |
| Kati Kovalainen      | KalPa      | 3  | 1 | 5 | 6   | 2  |